# المحمدية (محافظة قلوة)
المحمدية بحصن الحبس، هو مركز تابع لمحافظة قلوة بقطاع تهامة بمنطقة الباحة ويقع شرق محافظة قلوة بحوالي 20 كيلو مترا تقريبا ويسكنها أبناء قبيلة زهران 
وهم كما يلي: (قبيلة بني عمر-قبيلة آل ثواب -قبيلة الأحلاف- قبيلة بيضان - قبيلة بني حسن - قبيلة آل عبد الحميد )، وعددهم حوالي 5000 نسمة.

## الحدود
الشمال
جبل ام لقمان (الانصب) وجبل الشقرة وجبل أحمار التي تفصلنا عن قرى وادي سبة.
الغرب
جبل الريداء وقرى ال ام ثواب (المضحاة والغبشة وقرعة والكعتة )
الشرق
ثمدان وعقبة مزحك والداية( جبال السروات)
الجنوب
جبل الغارب والتيسين ( تيس بالجعد والتيس الأعلى ) وبران

## القرى الرئيسية التابعة
القرى الرئيسية التابعة للمركز والقرى والهجر والأحياء التابعة لها كما يلي 

### قرى وادي سيالة
ويتبعها القرى والهجر والأحياء التالية(آل شيبان - حبس القضايا - الكسايا - حبس البئر - طاووسه - حي الدار - الكلاهسة - دار البساس - 
قُعيه - قزعة الملحاء - الوجيد - وادي الملحة - الحجة - ال شرف - بُرّان - الزعابيه - طلان الأعلى - طلان الاسفل

### قرى دوقة زهران
ويتبعها القرى والهجر والأحياء التالية - الجبرة - الحبواء- صدرالمزاوده - صدر عبد الرحمن - طلان - المجدور - آل ثبات - الطرف

### قرى آل عبد الحميد
ويتبعها القرى والهجر والأحياء التالية - الفرع - دار السند - دارال ضاعنة - التربة - الحبواء - الحوية - النقاب (النقبة العلياء) - النوزة - الرفعة - وادي رخام - دار الزغبة (القريع ) - حبس الغيطل - حبس الغرة - الحياد - الحشف - المرصاد - الجميل - عويش - وادي وبر - دار قرن الذويب - وادي ذوعش – الحياد - العجرة - النقبة السفلى - الغلة – دار كيدي – الحناك - البدلة

### قرى حصـن الحبس
ويتبعها القرى والهجر والأحياء التالية - العين- الغرابة - شعب عطيه

### قرى وادي الوحشة
ويتبعها القرى والهجر والأحياء التالية - الوحشة -البويرة -السلمة -وادي العشيرة - آل جابر-دار الحصير - الدار - صدر بير- صدر نعاش - قرى وادي الشقرة

## المعالم الجغرافية والأثرية
يوجد بها وعلى حدودها عددا من المعالم والاثار وهي كما يلي

### الجبال
جبل التيس الأعلى - جبل التيس الأسفل - جبل الصار - جبال الصفاح - جبال القماقم - جبل الطويله - جبل الحيضران - جبل ضحيان

### الأودية
وادي دوقة وهو أكبرها ومن روافده مايلي - وادي طلان - وادي الوحشة - وادي الشقرة - وادي العشيرة - وادي الصدر - وادي سياله - 
وادي الولجة - وادي ذوعش - وادي وبر - وادي رخام - وادي الملحة

## الأثار

### القرى الأثرية البارزة ومنها
قرية بران الأثرية -قرية صدر بير الأثرية - قرية البويرة الأثرية بوادي النمر-قرى صدررخام الأثرية وتقع بجبل الصلبة -قرية رخام الأثرية-قرية الزغبة(دار القريع )

### الحصون والمباني القديمة ومنها
حصن الأغبر في الكلاهسة - حصن الكديد في الكلاهسة - حصن الدبر في بران - حصن المهلل وحصن رحمان بالزغبة - حصن العلالي بالاضاعنة - حصن بيت الباكر بالاضاعنة - حصن بيت القاسمة بالاضاعنة - حصن بيت الكبير بالزغبة - حصن الشاعر/ محمد بن خريفة بالرهفة - حصن بن عمار بقرن الذويب - حصن بن كرميدة بدار السند - حصن الشاعر قينان سليم بدار كيدي - مسجد قرية الطرف القديم - حصون صدر بيضان

## الخدمات والمرافق الحكومية والخدمية

### الدوائر الحكومية
- مركز إمارة المحمدية
- مكتب للخدمات البلدية بحصن الحبس
- مكتب بريد حصن الحبس
- مركز صحي حصن الحبس
- مركز صحي دوقة آل عبد الحميد

## الحدائق والأماكن الترفيهية والنوادي والملاعب
- حديقة والحصن الحبس
- ملعب حصن الحبس
- ملعب الكلاهسة
- ملعب حبس الصعاق بعبد الحميد
- ملعب قرى آل شيبان

## المدارس والتعليم
- ابتدائية سياله للبنات
- ابتدائية الاحنف بن قيس بسياله
- ابتدائية أبو هريرة بحصن الحبس
- ابتدائية ومتوسطة للبنات بحصن الحبس
- ابتدائية البنات بالطرف بدوقة زهران
- ابتدائية حمزه بن عبد المطلب بالطرف بدوقة
- ابتدائية البنات بـعبدالحميد
- متوسطة وثانوية اليرموك بحصن الحبس بنين
- ابتدائية المللك فيصل للبنين بالوحشة
- ابتدائية ومتوسطة الفضيل بن عياض بـ عبد الحميد

## الطرق
خالد المؤدي لعقبة قلوة الباحة وبقية القرى منها مُعبد والبعض الآخر وعرة جدا هُجرت بعض القرى لصعوبة الوصول اليها 
ومنها جبل بُرّان وصدر عبد الرحمن 
يمر بها طريق الملكوطلان الأعلى والتي تحتوي على آثار رائعة التي تحكي الواقع والزمن الذي كان يعيش فيه إنسان هذه القُرى قديما

## موقع المركز على موقع خرائط ويكيميديا
http://wikimapia.org/36324696/ar/مركز-المحمدية-بمحافظة-قلوة